# الحميمة (لودر)

تعديل مصدري - تعديل

الحميمة هي إحدى قرى عزلة زارة بمديرية لودر التابعة لمحافظة أبين، بلغ تعداد سكانها 269 نسمة حسب تعداد اليمن لعام 2004.